# ナショナルトレーニングセンター
ナショナルトレーニングセンター (National Training Center、NTC) は、「スポーツ振興基本計画」（2000年9月文部省告示）を受けて設置された日本のトップレベル競技者用トレーニング施設。中核拠点（東京都北区）と競技別強化拠点（国内各地）がある。
中核拠点には命名権が導入され、2009年（平成21年）5月11日から「味の素ナショナルトレーニングセンター」と呼ばれている（後述）。

## 中核拠点「味の素ナショナルトレーニングセンター」

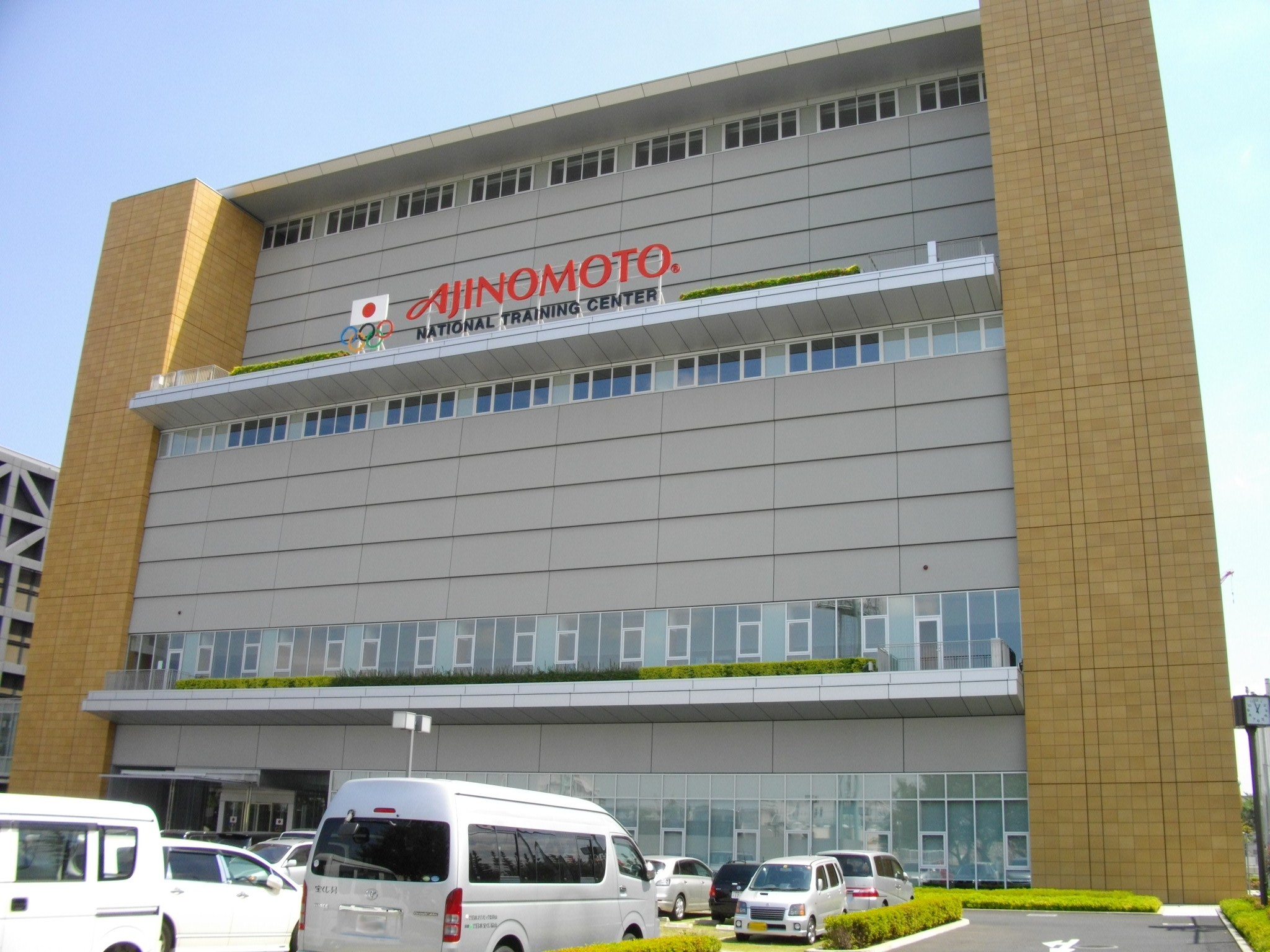
NTCイースト開業前のNTCウエスト、現在と異なりパラリンピックのロゴがない

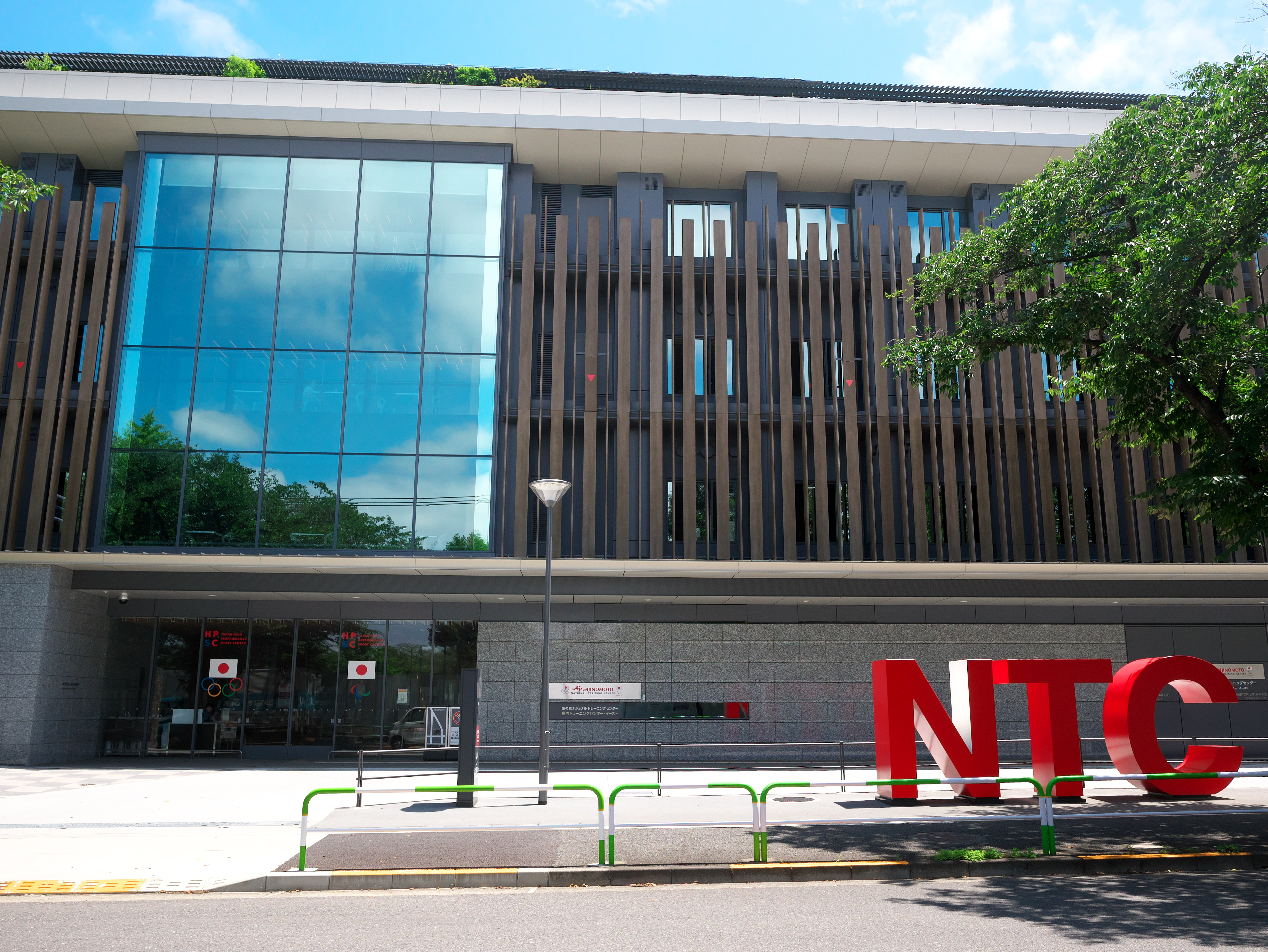
味の素ナショナルトレーニングセンター・イースト 正面出口（2020年）

一般に「ナショナルトレーニングセンター中核拠点」（NTC中核拠点）を指して、単に「ナショナルトレーニングセンター」と呼称。
NTC中核拠点施設は北京オリンピックに間に合わせる形で、370億円 かけて国が設置した。独立行政法人日本スポーツ振興センター (JSC) が管理し、JOCが運用して、JOC加盟団体所属の競技選手強化目的で利用されている。隣接地には国立スポーツ科学センターがあり、NTC中核拠点と連携している。
JOCエリートアカデミーが設けられ、ジュニア期からトップアスリート育成され、平成25年度は中学1年から高校3年まで（レスリング14名、卓球19名、フェンシング11名　計44名）育成されている。
国立西が丘運動場跡地に建つ施設には、屋内テニスコート、屋内トレーニングセンター。および、移転した国立国語研究所の跡地に宿泊施設があり、十条駐屯地赤羽地区の跡地には、屋根付きの陸上用トラックがある。
一連施設の建設・運営管理費用は主に、日本スポーツ振興センターの事業の一つである、スポーツ振興くじの益金によって賄われている。

### 主な施設
いずれも東京都北区にある。
NTCウエスト
- 屋内トレーニングセンター・ウエスト（西が丘3-15-1、北緯35度46分2.2秒 東経139度42分29.2秒）
  - 3F：体操、バレーボール、バドミントン
  - 2F：ハンドボール、バスケットボール
  - 1F：柔道、卓球
  - B1F：ボクシング、ウェイトリフティング、レスリング
- 陸上トレーニング場（赤羽西5-2-15、北緯35度46分16.5秒 東経139度42分35.3秒）
  - ウエイトトレーニング室
  - 研修室
- 屋内テニスコート（北緯35度46分1.8秒 東経139度42分32.7秒 / 北緯35.767167度 東経139.709083度）
  - ハードコート2面（テニス全米オープンの開催地「フラッシング・メドウズ」と同等のコート面）
  - アンツーカコート2面（テニス全仏オープンの開催地「ロラン・ギャロス」と同等のコート面）
- アスリートヴィレッジ（西が丘3-9-14、北緯35度45分57.5秒 東経139度42分30.1秒）
  - 宿泊室（シングル・ツイン・和室）
  - サウナ付き大浴場
  - 栄養管理食堂
  - 研修室

NTCイースト
- 屋内トレーニングセンター・イースト（西が丘3-12-22）
  - 5階：アーチェリー場・卓球場（2階吹き抜け）[4]
  - 3階：フェンシング場（2階吹き抜け）[4]
  - 2階：共用体育場（4階吹き抜け）・水泳場（2階吹き抜け）[4]
  - 地下1階：射撃場[4]
  - 宿泊施設：82室143名収容[5]

### 沿革
- 2006年（平成18年）6月30日 - 国立西が丘運動場が廃止。
- 2008年（平成20年）1月21日 - 供用開始。
- 2009年（平成21年）5月11日 - 味の素と命名権契約を結び「味の素ナショナルトレーニングセンター」となる。
- 2012年（平成24年）6月 - パラリンピック日本代表選手がチームとして初使用[3]。
- 2016年（平成28年）4月 - オリンピック・パラリンピックの一体的強化を目的にNTCと国立スポーツ科学センターを統合し組織名を「ハイパフォーマンススポーツセンター」（HPSC）に改称。
- 2019年（令和元年）9月10日 - パラリンピック選手に対応した拡充棟「NTCイースト」が開業、既存棟の愛称を「NTCウエスト」に改称[5][4]。
- 2020年（令和2年）
  - 4月8日 -  2019新型コロナウイルスに伴い営業中止。寄宿していたアスリートは退去し電話・メールによる相談のみの対応とする[6]。
  - 5月27日 - 競技別練習場の利用を再開[7]。
  - 6月22日 - 卓球日本代表を皮切りに合宿利用を再開[8]。

### 命名権
NTC中核拠点施設を管理する日本スポーツ振興センター（NAASH）が同施設の名称も管理しているが、その命名権をNAASHからJOCが預かり、売却先を探していた。
2009年（平成21年）5月11日、JOCと味の素との間で命名権売買について契約がなされ、同日から4年間、NTC中核拠点施設は「味の素ナショナルトレーニングセンター」と呼ばれることになった。これは、国立施設として日本初の命名権導入例である。その後契約は数度の延長がなされており、2025年現在は2029年3月31日まで有効。
消費税を除いた契約金額は、当初1年あたり8千万円、4年総額で3億2千万円。この命名権料の半額がNAASHへと入る。味の素は「JOCゴールドパートナー」の契約も同時に行っており、命名権料と合わせて4年総額で8億円前後を支払う見込み。また、敷地内の食堂に味の素提供の調味料やサプリメントが用意され、それらを応用した栄養指導も行う。契約金額もその後の契約更新時に改定されており、2025年 - 2029年の現契約では国立西が丘サッカー場（味の素フィールド西が丘）との合計で総額5億4000万円（1億3500万円/年）となった。

### アクセス
- 本蓮沼駅（都営地下鉄三田線）下車 徒歩10分
- 赤羽駅（JR東日本）西口からバス
  - 2番乗場 「王子駅」行 → 『西が丘交番前』下車 徒歩3分
  - 4番乗場 「池袋駅東口」行・「日大病院」行 → 『車庫入口』下車 徒歩5分
  - 5番乗場 「西が丘競技場」行 → 『西が丘競技場』下車 徒歩1分

### 主な周辺施設
- 国立スポーツ科学センター
- 国立西が丘サッカー場（味の素フィールド西が丘）
- 赤羽スポーツの森公園競技場
- 赤羽自然観察公園
- 東洋大学総合スポーツセンター
- 東京都立産業技術研究センター
- 東京都立赤羽商業高等学校
- 帝京大学板橋キャンパス
  - 帝京大学医学部附属病院

## 競技別強化拠点
国内既存施設に対して、国が指定して施設所有者に出資し、施設所有者が管理する。運用ディレクターも設置される。JOC加盟団体所属の競技選手が優先して使用できる。
NTC競技別強化拠点施設は、冬季競技、海洋・水辺系競技、屋外系競技、および、高地トレーニングの4分野に分類される。2007年（平成19年）から逐次指定されている。
| 競技 等                 | 施設名                                            | 位置                                   | 所在地                     |
| ----------------------- | ------------------------------------------------- | -------------------------------------- | -------------------------- |
| スキージャンプ          | 大倉山ジャンプ競技場                              | 北緯43度3分3.9秒 東経141度17分26.4秒   | 北海道札幌市               |
| スキージャンプ          | 宮の森ジャンプ競技場                              | 北緯43度02分22秒 東経141度17分41秒     | 北海道札幌市               |
| スケート（スピード）    | 明治北海道十勝オーバル                            | 北緯42度53分37.3秒 東経143度8分32秒    | 北海道帯広市               |
| スケート（スピード）    | エムウェーブ                                      | 北緯36度38分26.4秒 東経138度14分25秒   | 長野県長野市               |
| スケート（フィギュア）  | 中京大学アイスアリーナ （オーロラリンク）         | 北緯35度8分21秒 東経137度8分47秒       | 愛知県豊田市               |
| スケート（フィギュア）  | 関空アイスアリーナ                                |                                        | 大阪府泉佐野市             |
| スケート（ショート）    | 帝産アイススケートトレーニングセンター            | 北緯35度57分39.3秒 東経138度28分41.6秒 | 長野県南佐久郡南牧村       |
| アイスホッケー          | 白鳥王子アイスアリーナ                            | 北緯42度38分20.9秒 東経141度36分23.4秒 | 北海道苫小牧市             |
| バイアスロン            | 西岡バイアスロン競技場                            | 北緯42度58分21秒 東経141度22分14秒     | 北海道札幌市               |
| ボブスレー・ リュージュ | 長野市ボブスレー・リュージュパーク （スパイラル） | 北緯36度42分39.1秒 東経138度9分26.8秒  | 長野県長野市               |
| カーリング              | スカップ軽井沢                                    | 北緯36度19分21.5秒 東経138度35分52.5秒 | 長野県北佐久郡軽井沢町     |
| 陸上競技（投擲）        | 熊谷スポーツ文化公園陸上競技場 付帯投てき場       | 北緯36度9分51.1秒 東経139度24分48.7秒  | 埼玉県熊谷市               |
| ボート                  | 戸田公園戸田漕艇場 および国立戸田艇庫             | 北緯35度48分6.6秒 東経139度40分37秒    | 埼玉県戸田市               |
| カヌー                  | 木場潟カヌー競技場                                | 北緯36度21分51.2秒 東経136度26分51.8秒 | 石川県小松市               |
| サッカー                | ジャパンフットボールヴィレッジ                    | 北緯37度14分39.8秒 東経141度0分7.4秒   | 福島県双葉郡楢葉町・広野町 |
| 自転車                  | 日本サイクルスポーツセンター                      | 北緯35度0分33.6秒 東経139度0分42.4秒   | 静岡県伊豆市               |
| ライフル射撃            | 埼玉県長瀞総合射撃場                              | 北緯36度7分42.7秒 東経139度5分50.8秒   | 埼玉県秩父郡長瀞町         |
| クレー射撃              | 神奈川県立伊勢原射撃場                            | 北緯35度25分17.8秒 東経139度17分04秒   | 神奈川県伊勢原市           |
| セーリング              | 和歌山マリーナ                                    | 北緯34度9分20.1秒 東経135度10分33.1秒  | 和歌山県和歌山市           |
| アーチェリー            | つま恋リゾート「彩の郷」                          | 北緯34度45分49.9秒 東経138度2分15.1秒  | 静岡県掛川市               |
| 馬術                    | 御殿場市馬術・スポーツセンター                    | 北緯35度19分57.2秒 東経138度52分48.5秒 | 静岡県御殿場市             |
| ホッケー                | 川崎重工ホッケースタジアム                        | 北緯35度23分6.8秒 東経136度51分41.6秒  | 岐阜県各務原市             |
| 高地トレーニング        | 蔵王坊平アスリートヴィレッジ                      | 北緯38度7分26.8秒 東経140度23分35.5秒  | 山形県上山市               |
| 高地トレーニング        | 飛騨御嶽高原高地トレーニングエリア                | 北緯36度0分5.1秒 東経137度31分58.2秒   | 岐阜県高山市・下呂市       |
| その他（テコンドー）    | 羽島市防災ステーション                            |                                        | 岐阜県羽島市               |

## 問題点
- 文部科学省の管轄下にあるため、当初は厚生労働省の管轄である障害者スポーツではトップレベル競技者であっても特例を除いて基本的に中核拠点NTCが使用出来なかった[12]。その後2014年度から障害者スポーツが文部科学省へ移管され、2015年度に設置されたスポーツ庁でスポーツ行政の関係機構が一本化され、鈴木大地初代スポーツ庁長官が2016年10月に示したオリパラ一体化政策「鈴木プラン」の一環としてパラスポーツ仕様のトレーニング施設整備が打ち出され[13]、2019年にパラスポーツ・バリアフリー化に対応した拡充棟「屋内トレーニングセンター・イースト」が開設された事により障害者スポーツへの問題点は解消されている。
- ドーム社長の安田秀一は、NTC制度を含む莫大な公的補助による五輪選手育成の制度について「金メダルを税金で取る政策の理由を説明することはできない」として懐疑的な意見を表明している[14]。
- ボブスレー・リュージュの競技別強化拠点に指定されている長野市ボブスレー・リュージュパークにおいては、NTC指定に伴いイベント開催やレジャー施設への転用といった一般利用が制限され、競技のマイナーさに起因する低利用率による低収益と相まって経営難となり、2017年度をもって主機能である製氷コース運営をとりやめている[15]。